# Cavazzoli
Cavazzoli o Villa Cavazzoli (I Cavasō in dialetto reggiano; De Cavazzolis in latino) è una frazione del comune di Reggio Emilia di 1 378 abitanti, oggi piccola propaggine nord-occidentale del centro abitato di Reggio.
La frazione ha dato i natali a Cesare Campioli, primo sindaco di Reggio Emilia dopo la Liberazione, alla medaglia d'argento della Resistenza Paolo Davoli e al tenore Ferruccio Tagliavini.
In loco, secondo la tradizione, riposano le spoglie di san Giulio martire i cui resti sono contenuti in una teca trasparente nell'omonimo oratorio posto nella Valle di San Giulio.

## Geografia fisica
L'abitato è situato in una zona di media pianura a 3 km dal centro della città, nella zona nord-ovest del territorio comunale, fra la ferrovia Milano-Bologna, il cavo Guazzatoio e il torrente Crostolo. Confina a nord con la frazione di Sesso; a est con Sesso e San Prospero Strinati; a sud con la zona annonaria e a ovest con Pieve Modolena e Roncocesi.

## Origini del nome
Il toponimo Cavazzoli è probabilmente un idronimo risalente al tardo medioevo, derivato dal latino cavus 'cavo' col suffisso -aciu o -atiu con funzione di sostantivo indicante un 'avvallamento', ossia 'alveo di un corso d'acqua'. È probabile che il corso d'acqua in questione possa essere il paleoalveo del torrente Crostolo che scorreva a occidente del percorso attuale. Nel territorio comunale di Reggio Emilia, la medesima origine toponomastica caratterizza anche le frazioni di Gavassa e Gavasseto.

## Storia
I primi insediamenti umani riscontrati nella zona di Cavazzoli risalgono all'età del bronzo recente (XIV-XII secolo a. C.). Lo testimonia la terramara rinvenuta da Gaetano Chierici all'inizio della seconda metà dell'800 nell'alveo del Crostolo in prossimità del ponte della linea ferroviaria nazionale Milano-Bologna i cui reperti sono oggi collocati ai Musei Civici della città di Reggio. Non molto distante da lì, in località la Palazzina, è stato ritrovato un frammento di una lapide romana.

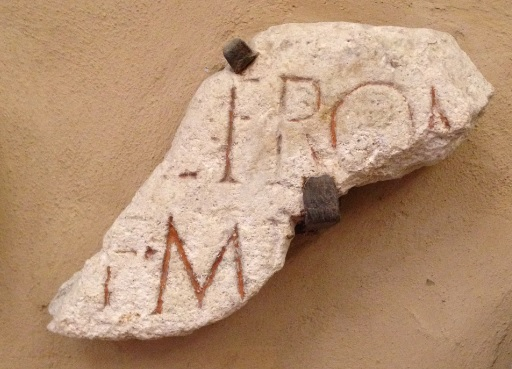
Frammento di lapide romana ritrovato in località Palazzina, presso il noceto di Rete 2 e oggi custodita ai Musei Civici

La località è nominata per la prima volta in un documento del 1330 nell'atto è anche indicato un primitivo oratorio dedicato a san Gregorio. L'Estimo del 1458 assegna alla villa 15 fuochi (famiglie), ossia circa 100 abitanti. Il territorio di Cavazzoli era un tempo altresì denominato Borghi di Santo Stefano o Borgo Santo Stefano, attingendo il nome dall'omonima porta della città di Reggio situata sulla Via Emilia per Parma.
A Cavazzoli, sul finire dell'Ottocento, per mezzo della forte diffusione delle idee socialiste, nacque una delle prime cooperative di consumo del Reggiano. L'ideale cooperativo, sia in campo socialista che cattolico, e la fitta rete di mezzadri e piccoli proprietari terrieri coltivatori diretti portò negli anni '20 a creare la latteria sociale e nel 1937 la cantina sociale.
In questa villa, nel 1921, a seguito della scissione della fazione comunista dal Partito Socialista Italiano, nacque la FGCI  (Federazione comunista giovanile italiana). Erano originari di Cavazzoli il martire della Resistenza, partigiano e militante comunista Paolo Davoli, e l'amico Cesare Campioli, antifascista e partigiano, il quale dovette emigrare nella banlieue parigina per fuggire alle persecuzioni fasciste che all'indomani della Liberazione sarebbe poi divenuto sindaco di Reggio per 17 anni. Presso la dépendance della Villa Ottavi-Terrachini, allora in territorio di Cavazzoli, nacque anche il celebre tenore reggiano Ferruccio Tagliavini. Erano originari del territorio della villa di Cavazzoli: il pittore paesista Paolo Ferretti (1822-1904); Dante Montanari (1890-1966, ingegnere capo del Comune di Reggio e presidente della Provincia di Reggio Emilia dal 1951 al 1964); Ferruccio Orlandini (1896-1983, scultore). La villa, durante la guerra di Liberazione, fu teatro di un tragico evento. La mattina del 20 novembre 1944 avvenne il cosiddetto eccidio di Cavazzoli: un abitante del luogo rinvenne in un fosso, poco fuori del paese, lungo la strada per Roncocesi, i cadaveri di quattro uomini, evidentemente torturati prima di essere uccisi o morti sotto tortura. Durante la seconda guerra mondiale, fra il dicembre 1943 e il marzo del 1944, Cavazzoli fu sede del campo di concentramento provinciale di Reggio Emilia. Per ospitarlo l'amministrazione fascista sequestrò il casino della famiglia Nobili, situato nell'attuale via Campioli. Da esso transitarono diversi prigionieri, fra cui ebrei reggiani e stranieri, poi deportati a Birkenau e Bergen Belsen.
Con la crescita urbanistica della città di Reggio Villa Cavazzoli mutò i propri confini frazionali a partire dal secondo dopoguerra agli anni '60 arrivando così ad avere meno della metà della superficie territoriale d'origine. È bene non dimenticare che sino alla metà del XX secolo il territorio della villa di Cavazzoli aveva una superficie territoriale di 7,4 mq brandendo da nord a sud la periferia occidentale della città fuori Porta Santo Stefano.
In questa vasta porzione prevalentemente agricola costellata di case coloniche avevano sede le tenute di campagna delle grandi famiglie dell'alta borghesia e aristocrazia reggiana Ottavi, Terrachini, Toschi e Nobili e diverse opere pie che, prima ancora, erano conventi e monasteri. Fino agli anni Sessanta del '900 il territorio della villa comprendeva anche una vasta zona urbana, ora pienamente integrata nel tessuto urbano della città, che si estendeva a sud della ferrovia Milano-Bologna. Ad est il confine era Porta Santo Stefano, ad ovest il cavo Guazzatore a sud dal canale d'Enza. Oggi, con il toponimo Cavazzoli si identifica unicamente il territorio della parrocchia di Ognissanti, a volte individuato come Cavazzoli Nord.
All'inizio degli anni '50 con il contributo del volontariato locale fu edificato il fabbricato nuovo della cooperativa di consumo con relativi: salone polivalente con cinema, sede dei partiti di sinistra, e bar ristorante che inaugurò come teatro sociale con un concerto della soprano cavazzolese Elsa Camellini. Nel 1969 l'edificio fu riadattato e trasformato nell'attuale Circolo Arci Rondò, ancora oggi in funzione.
Negli anni '90 Cavazzoli perse la propria identità di piccola comunità locale: il forte calo demografico degli anni '70 e '80, l'abbandono delle campagne e l'aumento della mobilità portarono alla cessazione di tutte le attività commerciali. Nel 1991, a causa del numero esiguo di bambini residenti in loco, serrò i battenti la scuola elementare. Dalla metà degli anni '90 tuttavia riprese l'attività edilizia che portò la popolazione ai livelli attuali, anche se ciò non ha dato seguito alla nascita di attività commerciali. Tuttavia, il sensibile aumento della popolazione, ha indotto la locale parrocchia e l'amministrazione cittadina, allora guidata da Graziano Delrio, a realizzare un nido-scuola per l'infanzia, inaugurata nel 2014 e simbolo della rinascita della frazione.

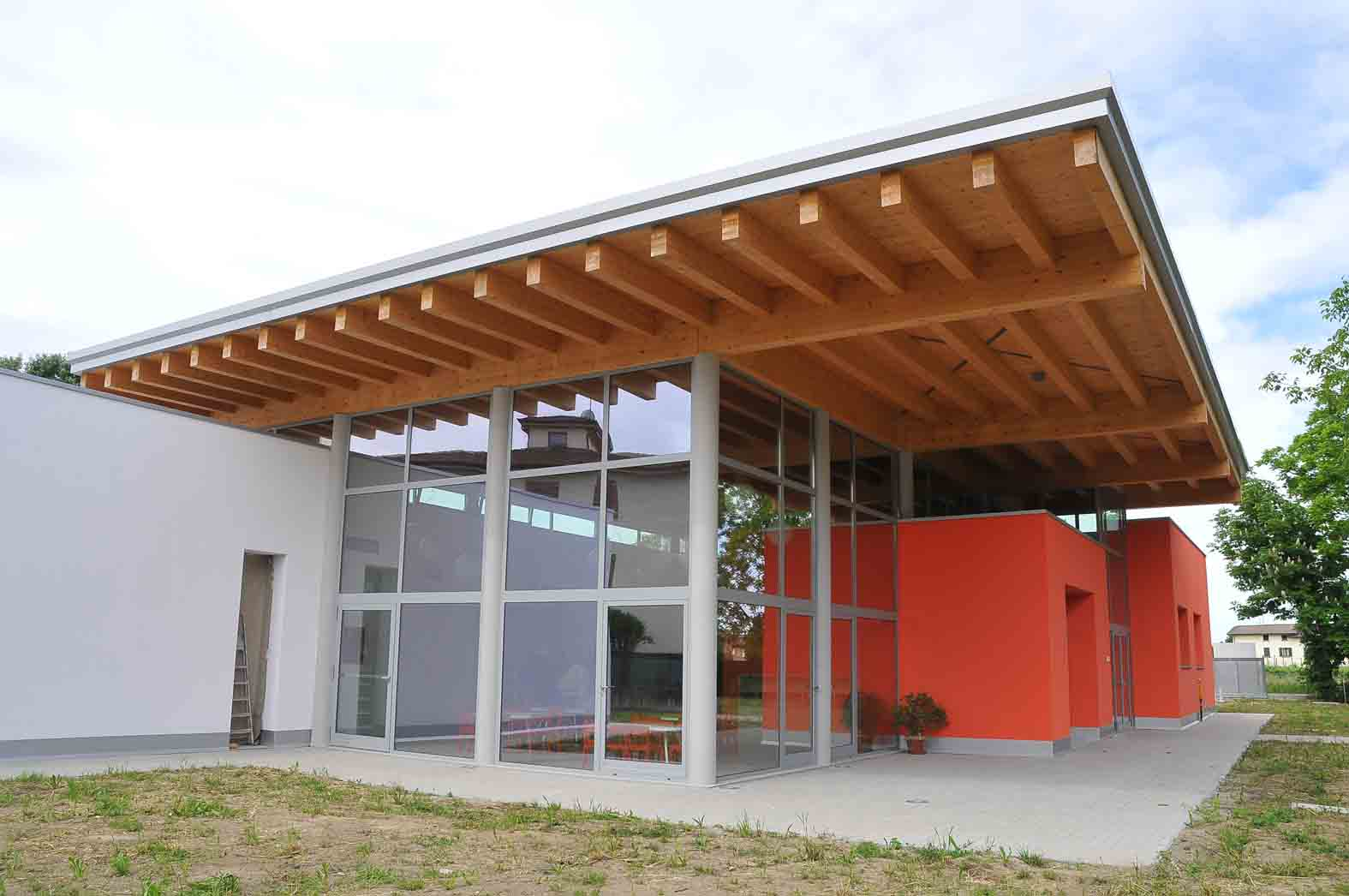
La nuova scuola dell'infanzia con nido primavera

## Monumenti e luoghi d'interesse

### Architetture religiose
Attualmente gli edifici religiosi di Cavazzoli sono limitati alla chiesa parrocchiale e all'oratorio di San Giulio. In passato, nel periodo di massima estensione territoriale della villa, erano presenti anche altri fabbricati religiosi e diverse edicole votive, tutti situati negli attuali quartieri di Carrozzone, Regina Pacis e Orologio.

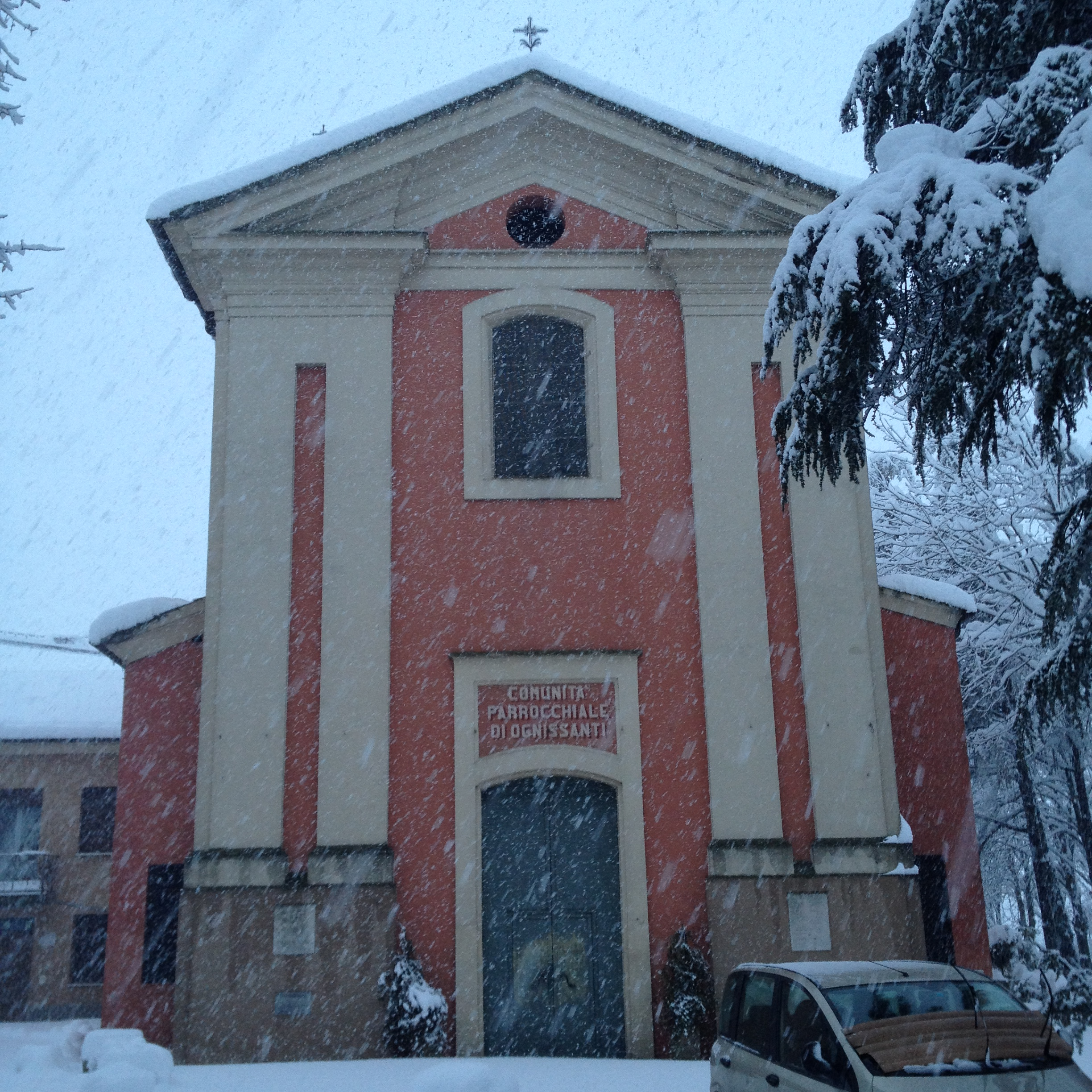
La chiesa parrocchiale di Ognissanti sotto la neve

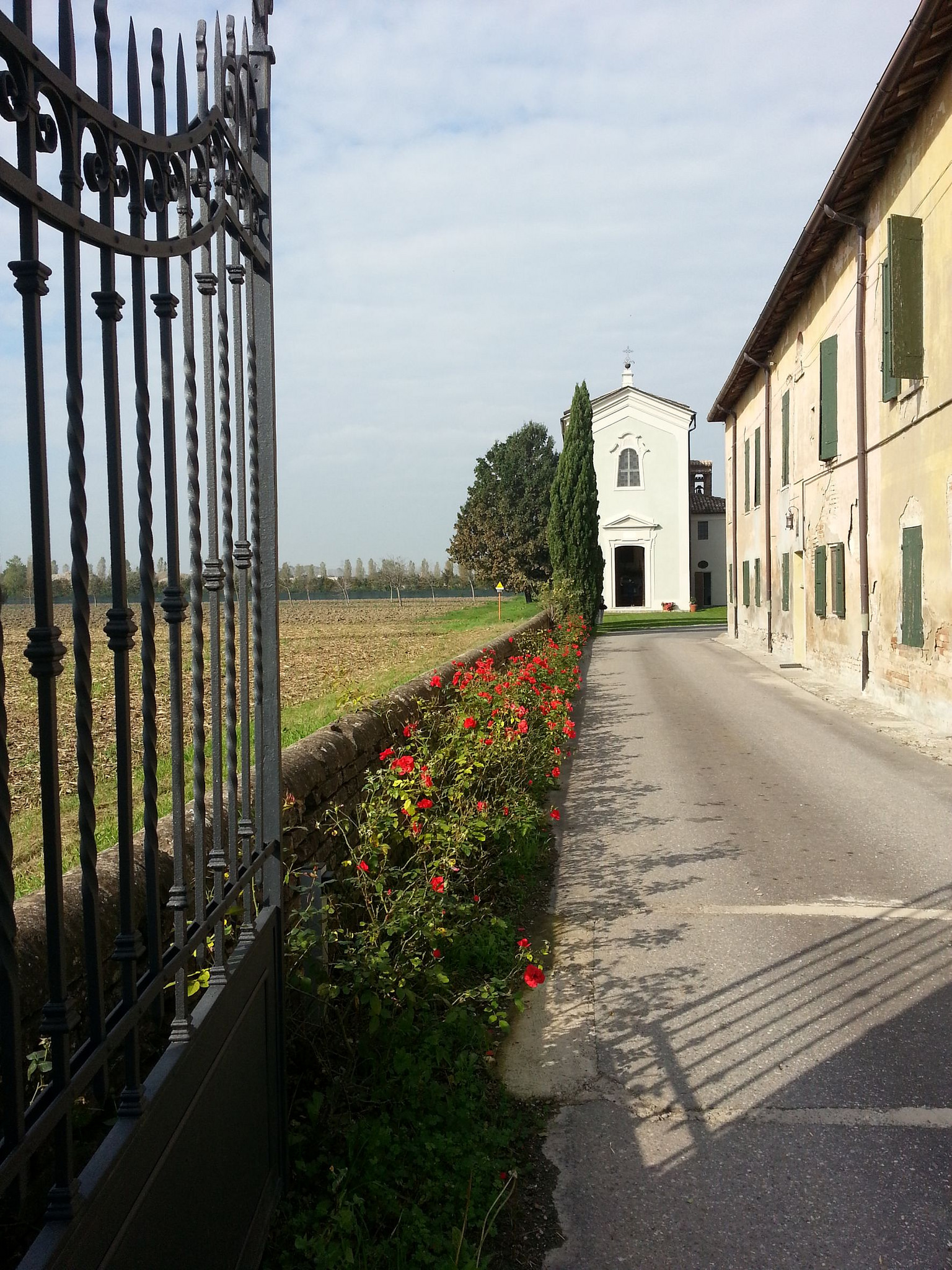
L'ingresso alla corte agricola e alla chiesa di san Giulio

- Chiesa parrocchiale di Ognissanti

- Oratorio di San Giulio martire

### Architetture civili
La maggior parte degli edifici civili di valore storico o architettonico sono legati all'architettura rurale del territorio. Da segnalare anche un importante esempio di architettura moderna legata ai servizi tecnologici (Rete 2).
- Casino Nobili, via Cesare Campioli (sec. XVIII).
- Case Soncini, via Cesare Campioli (sec. XVIII).
- Antico Caseificio ottagonale, via Guernica (sec. XVIII).
- ex Opera Pia Parisetti/Podere ECA, via Guernica (sec. XVII-sec. XVIII).
- Case Gatti, via Giovanni Rinaldi (sec. XVII-XVIII).
- Case Barchi, via Errico Malatesta (sec. XVIII).
- Monumento ai caduti per la libertà (Eccidio di Cavazzoli), via Giovanni Rinaldi (1946).
- Centrale di teleriscaldamento Rete 2 - Turbogas,[24] via Hiroshima (1999).

### Siti archeologici
- Terramara di Cavazzoli,[15] via Cesare Campioli (età del bronzo).

### Aree naturali
Il paesaggio agricolo di Cavazzoli fa parte del sistema delle bonifiche storiche e delle acque derivate e delle opere idrauliche, gestite dal Consorzio di Bonifica dell'Emilia Centrale. A est è lambito dal parco fluviale del torrente Crostolo percorribile a piedi o in bicicletta attraverso l'omonima passeggiata naturalistica.

#### Giardini
- Giardino privato del Casino Nobili ('Il Palazzone'), via Cesare Campioli

#### Parchi
- Parco Tre Noci, via Carlo Pergreffi[26] (1974)[27]
- Passeggiata del Crostolo - Dante Montanari[28]

## Società
La popolazione di Cavazzoli subì un forte calo fra la metà degli anni 1960 e gli anni 1990, portandosi dai 1 300 abitanti del 1963 ai 637 del 1972 ai 613 del 1984 per arrivare agli 807 del 1997 e ai 1 378 del 2019.
L'indice di vecchiaia è più basso rispetto alla media comunale (105 contro 137) e il tasso di natalità è simile al dato complessivo del capoluogo (8 contro 8). Il numero di componenti medi per famiglia è superiore al dato generale del comune (2,4 membri contro 2,2).
Gli stranieri sono l'11,6% (rispetto al 16,8% complessivo di tutto il comune) e arrivano per la maggior parte da Nigeria, Ucraina e Moldavia.

### Tradizione e folclore
- Venerdì santo
- Sagra di san Giulio martire, ultima domenica di agosto
- Sagra del Santissimo Nome di Maria, 2ª domenica di settembre
- Sagra di Ognissanti, 1º novembre

### Istituzioni, enti e associazioni
- Cooperativa Rondò, via Giovanni Rinaldi
- Sezione ANPI Cavazzoli-Betonica
- Consorzio irriguo San Giulio-Cavazzoli Nord, via San Giulio

## Cultura
Nella frazione hanno sede diverse istituzioni educative e culturali. Non esistono plessi scolastici per l'istruzione primaria e secondaria di primo grado: quelli di competenza territoriale sono la scuola primaria Vasco Agosti di San Prospero Strinati per la parte urbana e la scuola primaria statale di Roncocesi per la parte rurale occidentale, sebbene la scuola elementare più vicina sia la Giacomo Leopardi (ex Pieve 2) di via John Fitzgerald Kennedy. La scuola secondaria di primo grado competente sul territorio di Cavazzoli è la scuola media Enrico Fermi del quartiere Gardenia, pur essendo più vicina la scuola media statale Antonio Fontanesi. Gli altri poli educativi e ricreativi sono l'oratorio parrocchiale e il circolo Arci Rondò.

### Infanzia
- Scuola dell'infanzia e nido d'infanzia primavera Maria Vergine Madre, via Giovanni Rinaldi[30][31][32]

### Attività educative extrascolastiche
- Oratorio parrocchiale c/o ex casa del campanaro, via Giovanni Rinaldi

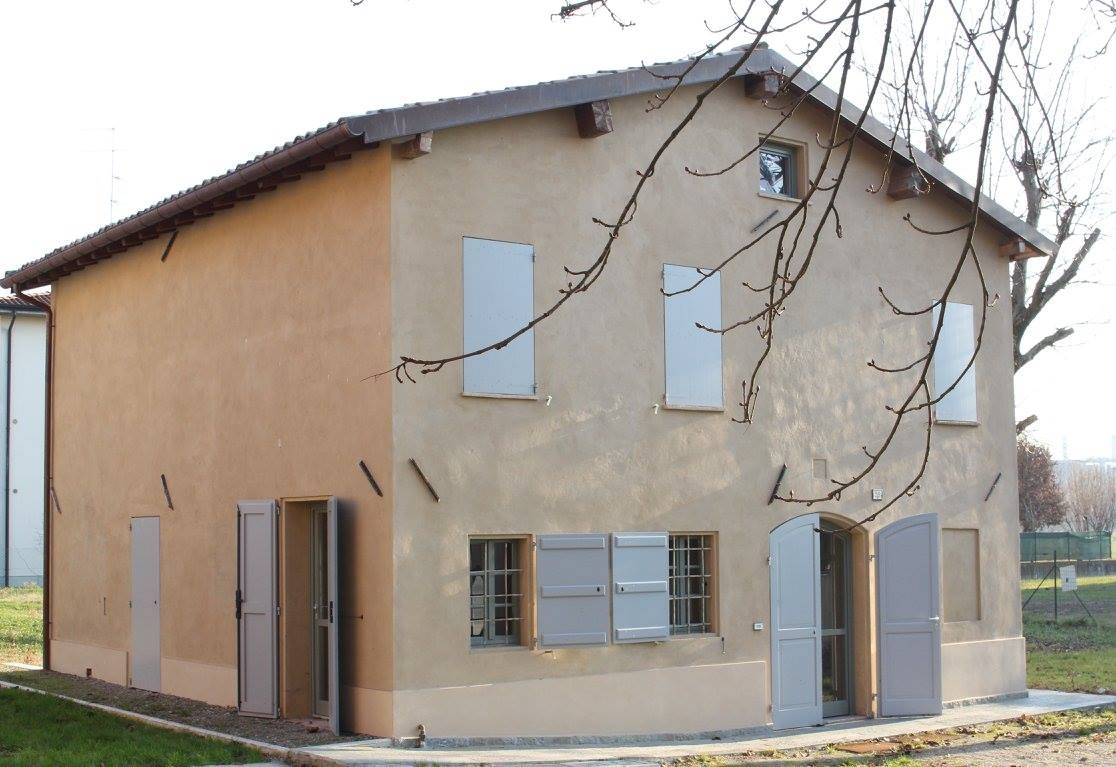
L'ex Casa del campanaro, oggi sede dell'oratorio

### Altro
- Circolo Arci Rondò,[33] via Giovanni Rinaldi, 45

### Eventi
- Mediofondo del Porcellino - Memorial Augusto Strozzi e Milo Campioli, cicloraduno FCI (1º maggio)
- REstate insieme a Cavazzoli (giugno-settembre)
- Torneo interparrocchiale di calcio a 5 (luglio)
- Rassegna di teatro dialettale (ottobre-marzo)

## Geografia antropica
Il centro abitato di Cavazzoli è parzialmente inserito nel parco agricolo del torrente Crostolo, posto all'interno di un cuneo verde che si estende fra la ferrovia Milano-Bologna e il corso d'acqua.
Lo sviluppo dell'attuale frazione, ossia Cavazzoli Nord - escludendo il grande agglomerato assorbito dall'area urbana centrale di Reggio, posta fra via Gorizia, la via Emilia e la ferrovia nazionale - ebbe inizio soltanto negli anni 1970 con la lottizzazione di via Pergreffi per poi riprendere copiosamente, dopo un periodo di stagnazione, verso la metà anni '90 e rallentare nuovamente all'alba della crisi del 2008 arrestandosi quasi definitivamente con la crisi del debito del 2011.

La prima grande infrastruttura realizzata nella frazione, dopo le grandi bonifiche e la canalizzazione del Crostolo avvenuta nel XVI secolo, fu la ferrovia Milano-Bologna inaugurata nel 1859. Negli anni 1920 fu realizzato il prolungamento della strada comunale dei Cavazzoli o della Sbarra (attuale via Giovanni Rinaldi) sino a Roncocesi. A Nord della Valle di San Giulio, nei pressi di Case Barchi, fu realizzata l'Autostrada del Sole, operativa fra Milano e Bologna dal 1959. Nel 1965 fu asfaltata per la prima volta via Rinaldi e nel 1970 tutte le altre strade di campagna, compreso il cosiddetto viottolo di Mezzo, già strada vicinale Toschi poi via Cornelio Bentivoglio, dal 1988 definitivamente denominata via Guernica. Nel 1970 fu aperto al traffico il ponte viabile sul torrente Crostolo di via Rinaldi e, nel 1984, fu attivata via Hiroshima, segmento settentrionale dell'Asse attrezzato che attraversa da nord a sud la città. Con l'inizio degli anni 1990 giunge maggiore sensibilità verso la viabilità leggera e viene così portato a compimento il ponte ciclabile sul torrente Crostolo della passeggiata Dante Montanari, costruito nel 1992 in sostituzione della vecchia passerella che transitava sotto la ferrovia posta a lato dell'ex passaggio a livello di via Cesare Campioli. Fra il 2000 e il 2002 fu realizzata la pista ciclabile interna al centro abitato di Cavazzoli comprendente la realizzazione delle prime due rotatorie della villa. Del 2006 è la realizzazione della Variante alla SS63 (viale Bice Bertani Davoli), opera connessa alla realizzazione della TAV Milano-Bologna, in esercizio dal 2008. Fra il 2009 e il 2011 è realizzata la pista ciclabile di collegamento con la Via Emilia. L'ultima importante opera pubblica risale al 2014 e riguarda la pista ciclabile per Roncocesi, itinerario della Ciclovia 8, intitolata ad Alfonsina Strada. Nel 2019 è stato realizzato un nuovo ponte ciclabile sul torrente Crostolo che collega l'argine di contenimento del corso d'acqua alla zona industriale Villaggio Crostolo (Sesso).

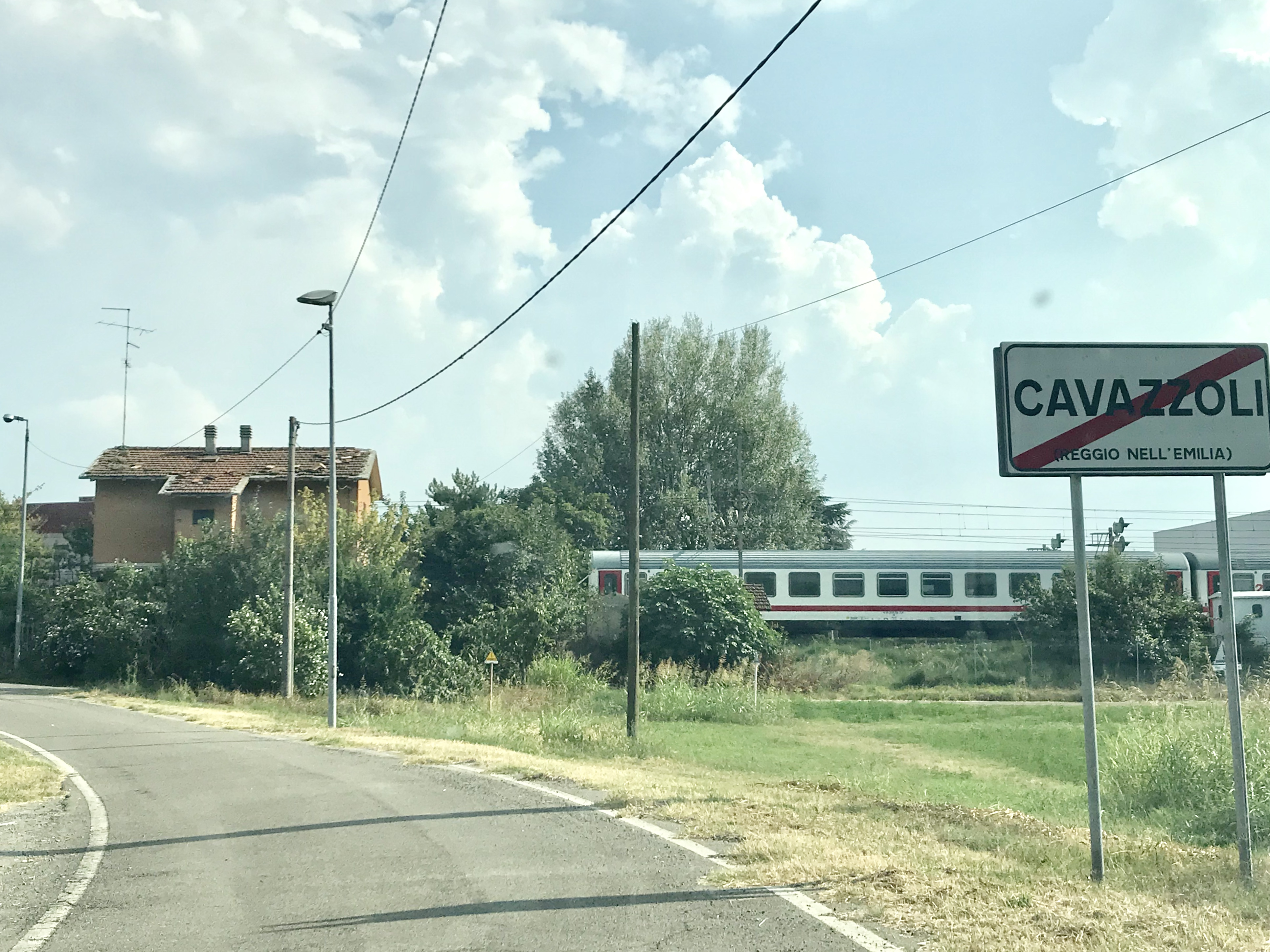
Frecciabianca in transito presso l'ex passaggio a livello di via Campioli

Il tessuto urbano della frazione è per lo più composto da un'edilizia a carattere rado con edifici al centro del lotto. Le aree urbanizzate corrispondono al 7% della superficie territoriale seppur abitate dal 77% della popolazione (a livello comunale vi abita il 92% della popolazione). Il 93% del territorio di Cavazzoli è a carattere prevalentemente agricolo (il dato complessivo comunale è l'80%), costellato da case sparse. In esso risiede il 23% della popolazione (a livello comunale la percentuale è pari all'8%). Ciò dimostra che, a differenza del dato medio del comune, a Cavazzoli abitano più persone in campagna.
Con il Piano regolatore generale del 1999-2001, poi confermato con il Piano strutturale comunale del 2009-2011 e con il Regolamento edilizio, per l'abitato erano previste aree di nuova edificazione tramite piano particolareggiato e zone di completamento, in tutto circa 100 nuovi alloggi, che avrebbero portato alla realizzazione del primo parco pubblico della frazione attraverso la pratica della perequazione urbanistica e di una piccola area destinata al commercio al dettaglio, scomparso del tutto nella prima metà degli anni '90.
Negli anni 2020 Cavazzoli sarà interessata dalla realizzazione del tratto di completamento di 6,5 km, fra San Prospero Strinati e Corte Tegge, della Tangenziale nord di Reggio Emilia.

## Economia
La frazione ha una vocazione prevalentemente residenziale e agricola. Ospita per lo più abitanti che lavorano nelle zone industriali e terziarie della città e della provincia. Vi sono sparute attività produttive poste a ridosso della strada principale che riguardano smaltimento inerti, trasformazione agroalimentare, costruzioni metalliche, rilegatura, grafica. Sino all'inizio degli anni '90 erano presenti due opifici cooperativi per la trasformazione dei prodotti agricoli, in primis quelli lattiero-casearie, legati alla produzione del Parmigiano-Reggiano, e vitivinicoli,  relativi alla filiera del Lambrusco. Nella frazione, presso la Valle di San Giulio, è presente l'unica grande azienda zootecnica attiva in territorio di Cavazzoli il quale, sino agli anni 1980, era caratterizzato da piccole aziende agricole a conduzione familiare. Sono inoltre presenti, aree pubbliche e private dedicate all'erogazione di servizi alla persona, fra cui: servizi per il teleriscaldamento urbano, servizi residenziali di prima accoglienza, servizi residenziali neuropsichiatrici, servizi per l'infanzia.

## Infrastrutture e trasporti

### Mobilità

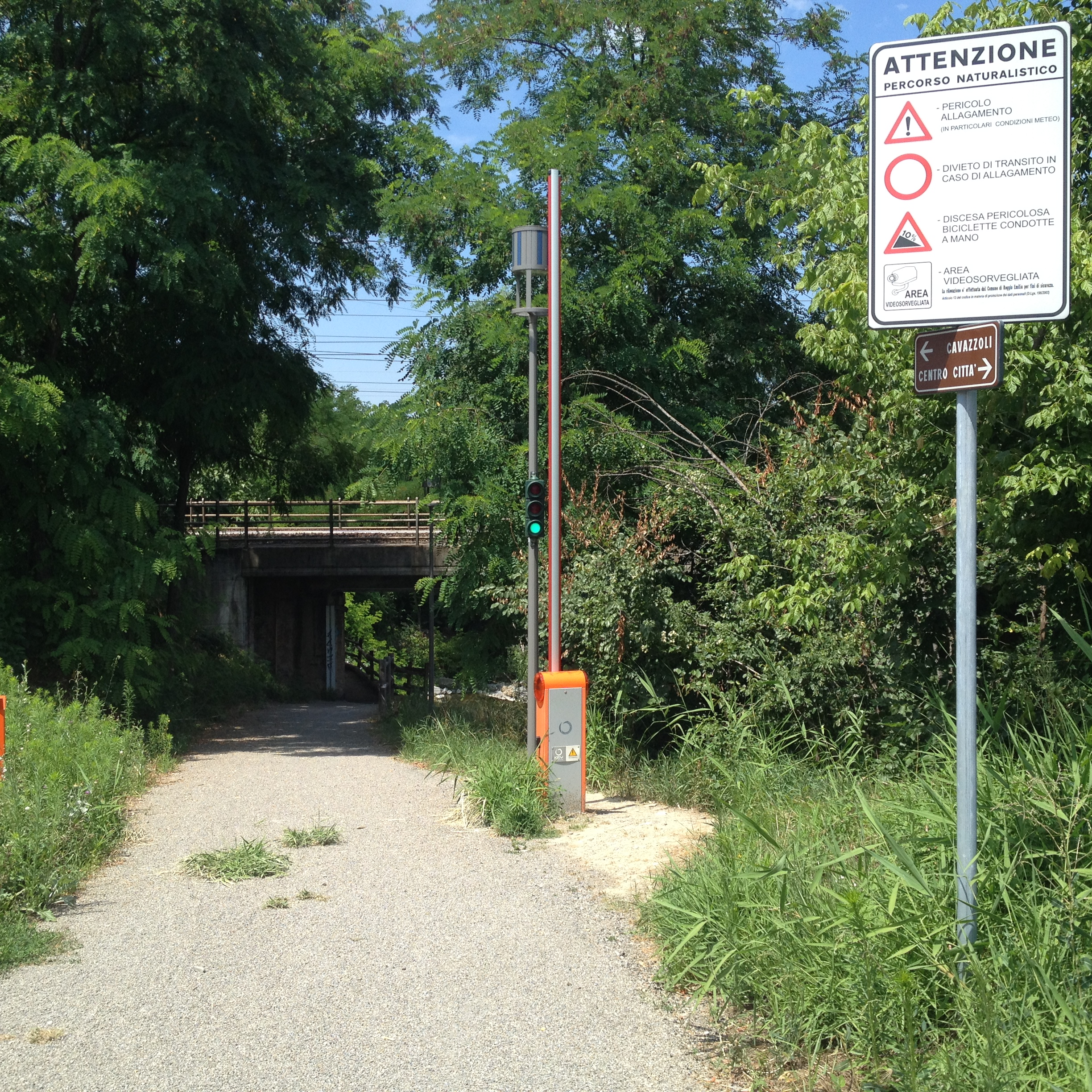
Il sottopassaggio ciclopedonale della passeggiata del Crostolo a sud della ferrovia Milano-Bologna

La frazione è collocata a ridosso della grande viabilità cittadina di attraversamento ed è attraversata da diverse piste ciclabili, fra cui la Ciclovia 8 che collega Roncocesi al centro storico del capoluogo e la Passeggiata naturalistica che fiancheggia il torrente Crostolo. In futuro sarà al centro di un importante nodo viario, segnato dallo svincolo fra il prolungamento della Tangenziale nord di Reggio Emilia (di imminente realizzazione) e l'Asse attrezzato.
L'abitato è servito da una linea a bassa frequenza del trasporto pubblico urbano della città di Reggio Emilia, esercita da Seta.
L'ambito territoriale è attraversato da importanti reti della mobilità nazionale, che tuttavia non presentano svincoli né fermate in loco:
- Ferrovia Milano-Bologna
- Ferrovia ad Alta Velocità Milano-Bologna
- Autostrada del Sole

### Infrastrutture tecnologiche
A sud dell'abitato della villa è collocata la centrale turbogas Rete 2, gestita da Iren. Questo impianto per il teleriscaldamento della città è attivo dal 1988. Al confine orientale della frazione, già in territorio di Sesso, dal 1968 al 2012, ha operato il termovalorizzatore provinciale di Reggio Emilia, oggi non più in uso.
La collocazione periferica della frazione e la bassa antropizzazione nel tempo hanno portato alla presenza di una fitta rete di elettrodotti Terna di rilevanza locale e nazionale, fra cui quelli di alimentazione della rete ferroviaria RFI.

## Sport
Lo sport di base è sempre stato presente a Cavazzoli, seppure in forma amatoriale. Le principali discipline hanno riguardato il calcio, il calcio a 5, il gioco delle bocce e il cicloturismo.

### Calcio
I team sportivi con sede a Cavazzoli attualmente in attività sono:
- La FalkGalileo Asd,[42] che conta 22 formazioni sportive nei vari campionati, dai più piccoli alla prima squadra che partecipa al campionato regionale FIGC di Promozione
- Il Rondò, squadra calcistica fondata nel 1975, che milita nei campionati dilettantistici provinciali di UISP e CSI

Negli anni '70, in parrocchia, aveva sede la Mamo Cavazzoli, squadra giovanile di calcio iscritta ai campionati provinciali del CSI.

### Cicloturismo
Dal 1969 è attivo il G.S. Rondò, un team cicloturistico aderente a UISP nato per volontà di diversi volontari dell'omonimo circolo Arci di Cavazzoli.

### Impianti sportivi
L'unico polo dedicato allo sport della frazione è il Centro sportivo Cesare Campioli, un tempo privato e dotato di foresteria nonché conosciuto come Sporting club, e oggi di proprietà comunale. I campi, che comprendono una piccola palestra, hanno ospitato anche allenamenti importanti di club calcistici nazionali ospiti in città fra cui il Milan e l'Atalanta. Nel 2019-2020 ha ospitato gli allenamenti della Reggiana. È gestito dalla FalkGalileo Asd e comprende una piccola scuola calcio.
Altri piccoli campi di gioco sono presenti nell'area parrocchiale, al Parco Tre Noci e, un tempo, presso il Circolo Arci Rondò.
Dal 1978 risiede nella frazione anche l'ex allenatore della Reggiana e del Brescello Cesare Vitale.

## Galleria d'immagini

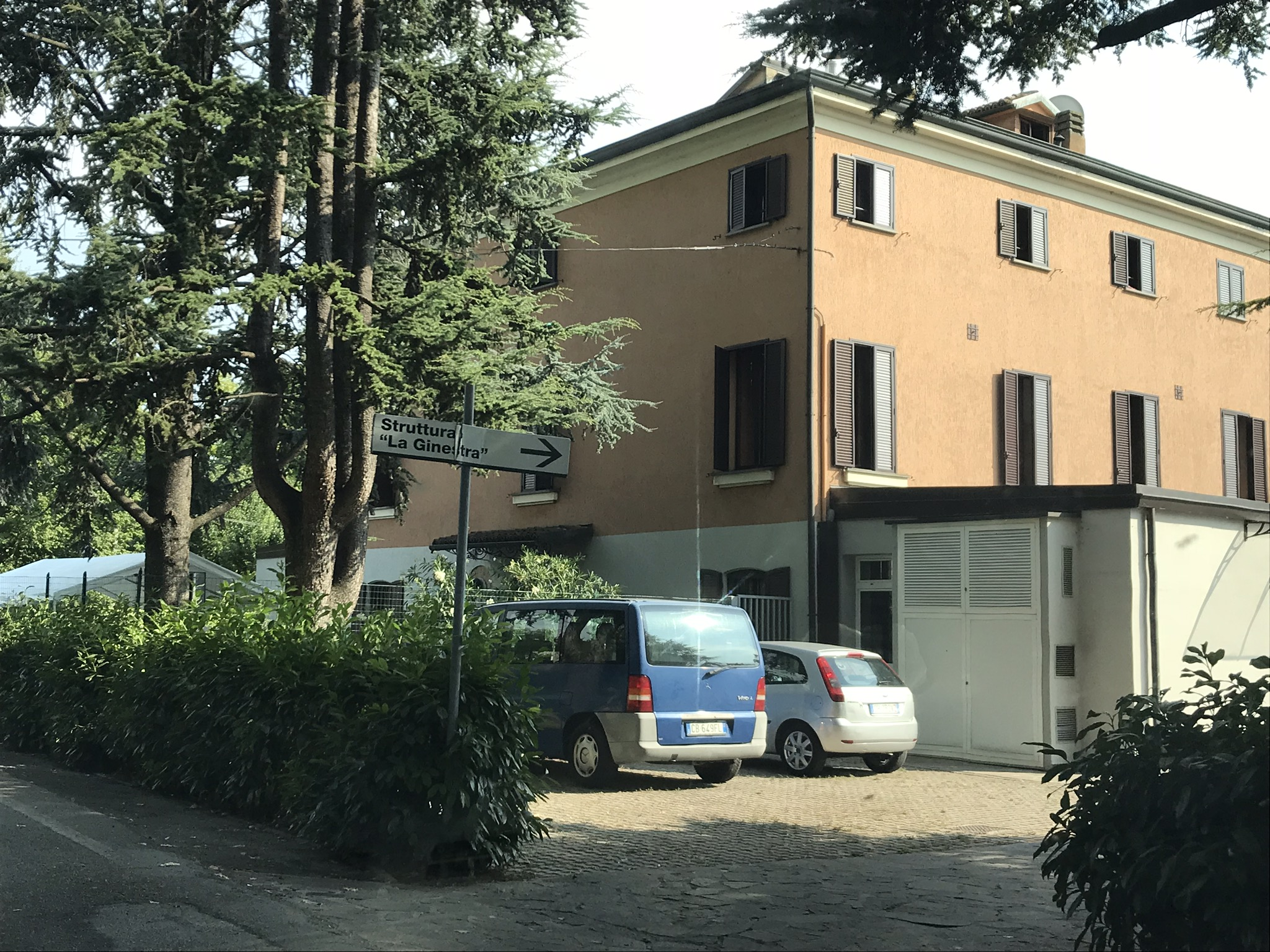
Comunità protetta La Ginestra
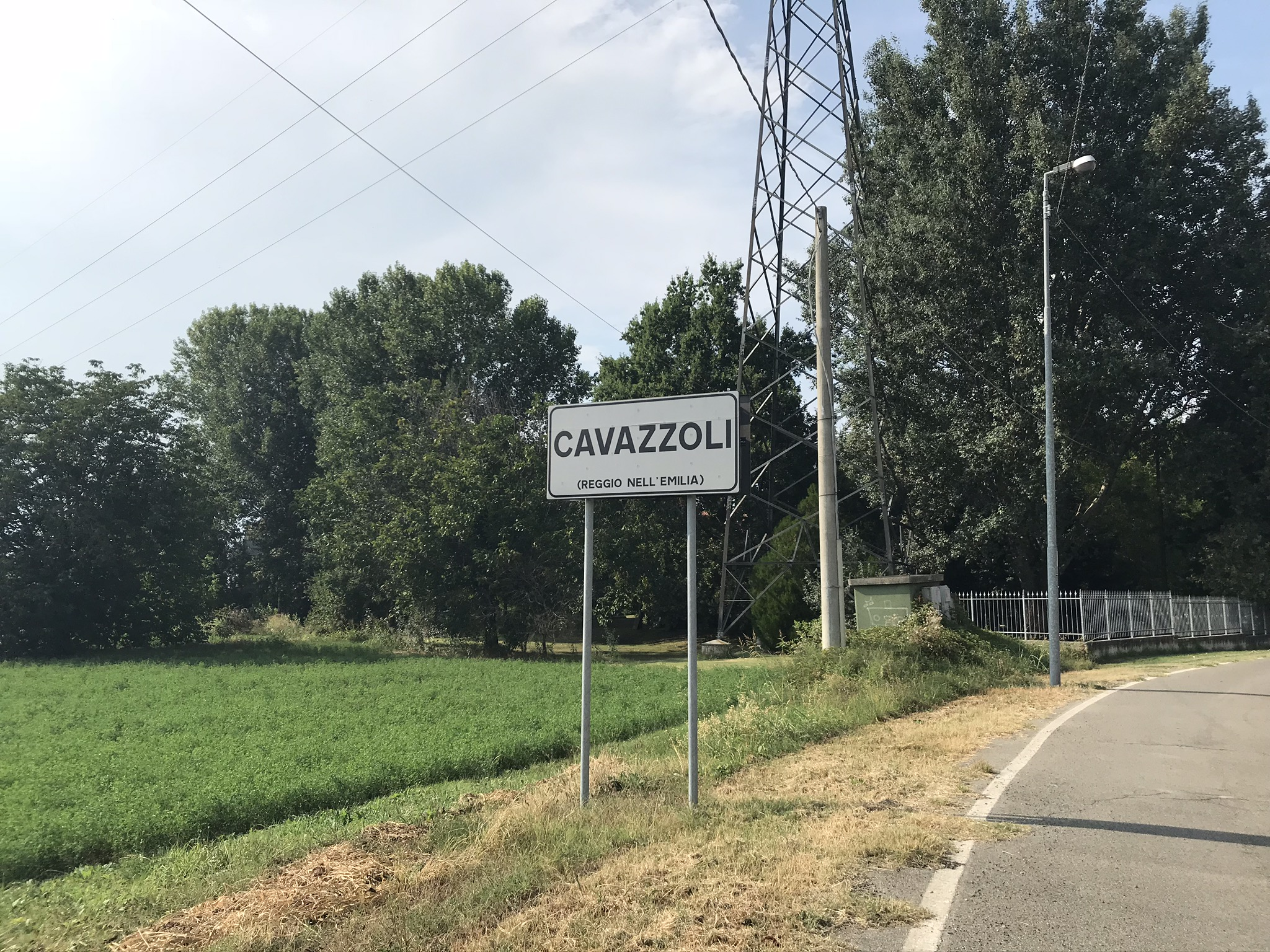
Ingresso al centro abitato di Cavazzoli da via Campioli
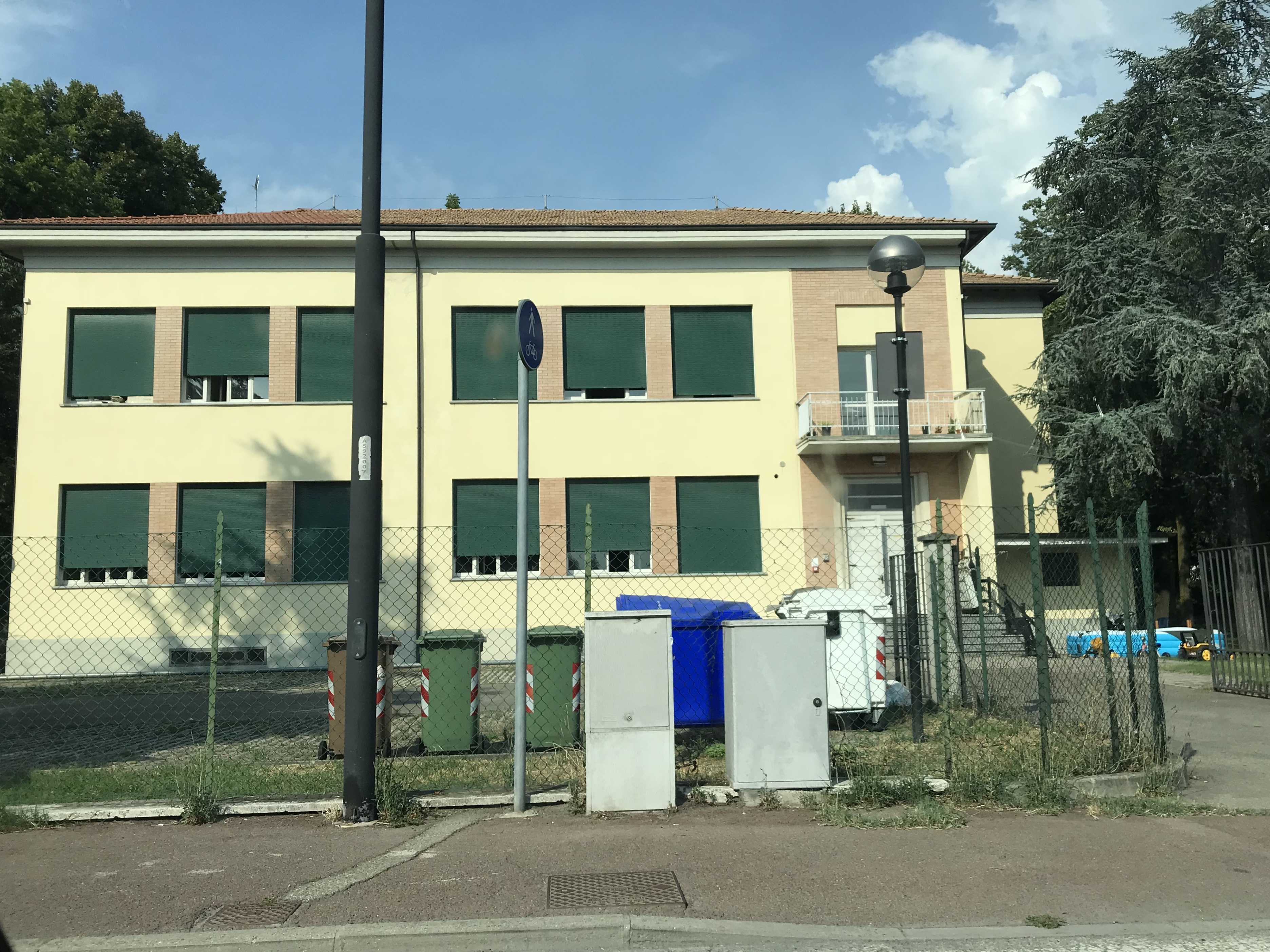
Ex scuola elementare di Cavazzoli (oggi Pensionato Cavazzoli)
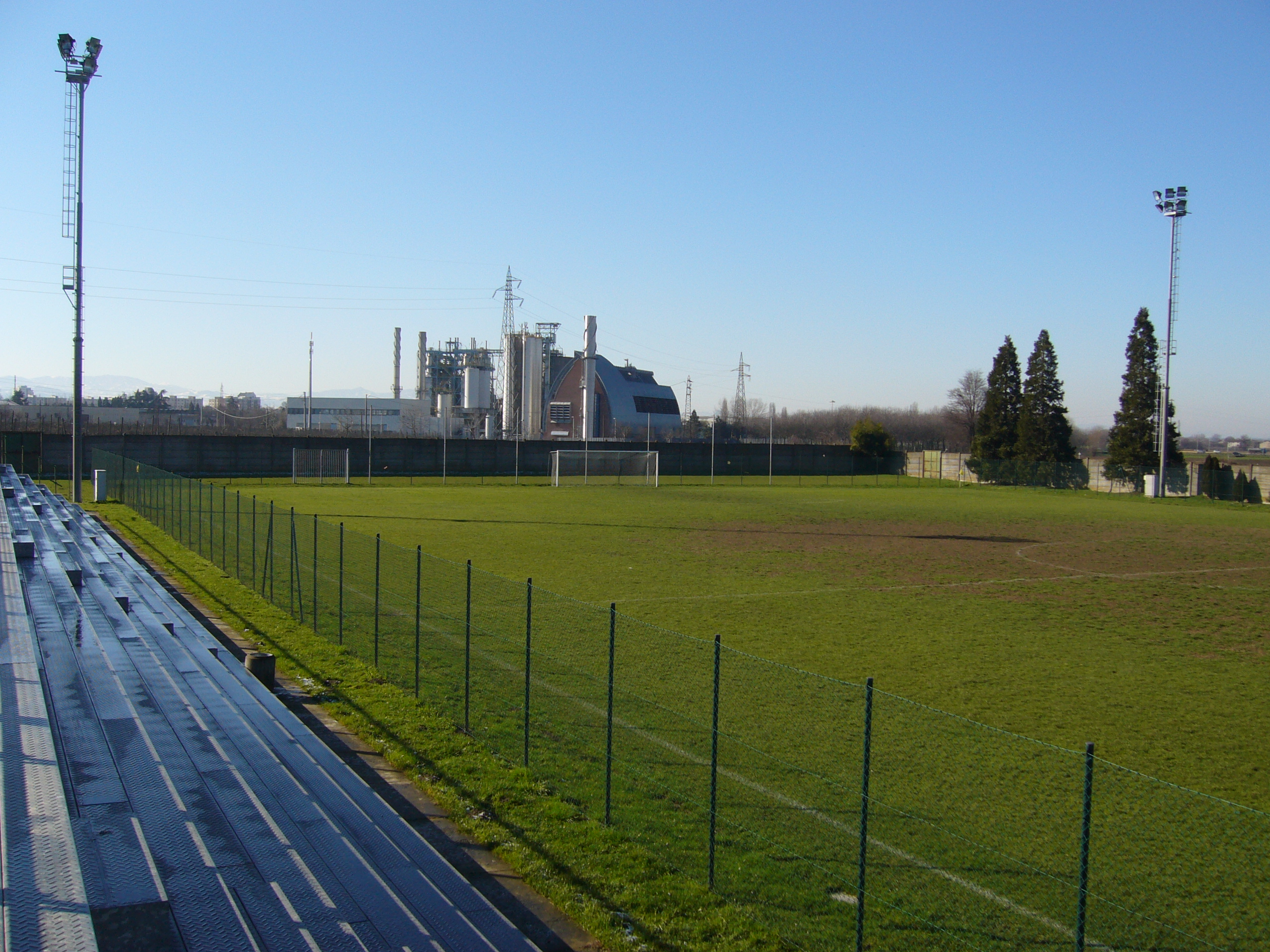
Il campo sportivo ex Sporting di via Campioli. Sullo sfondo la centrale del teleriscaldamento Rete 2
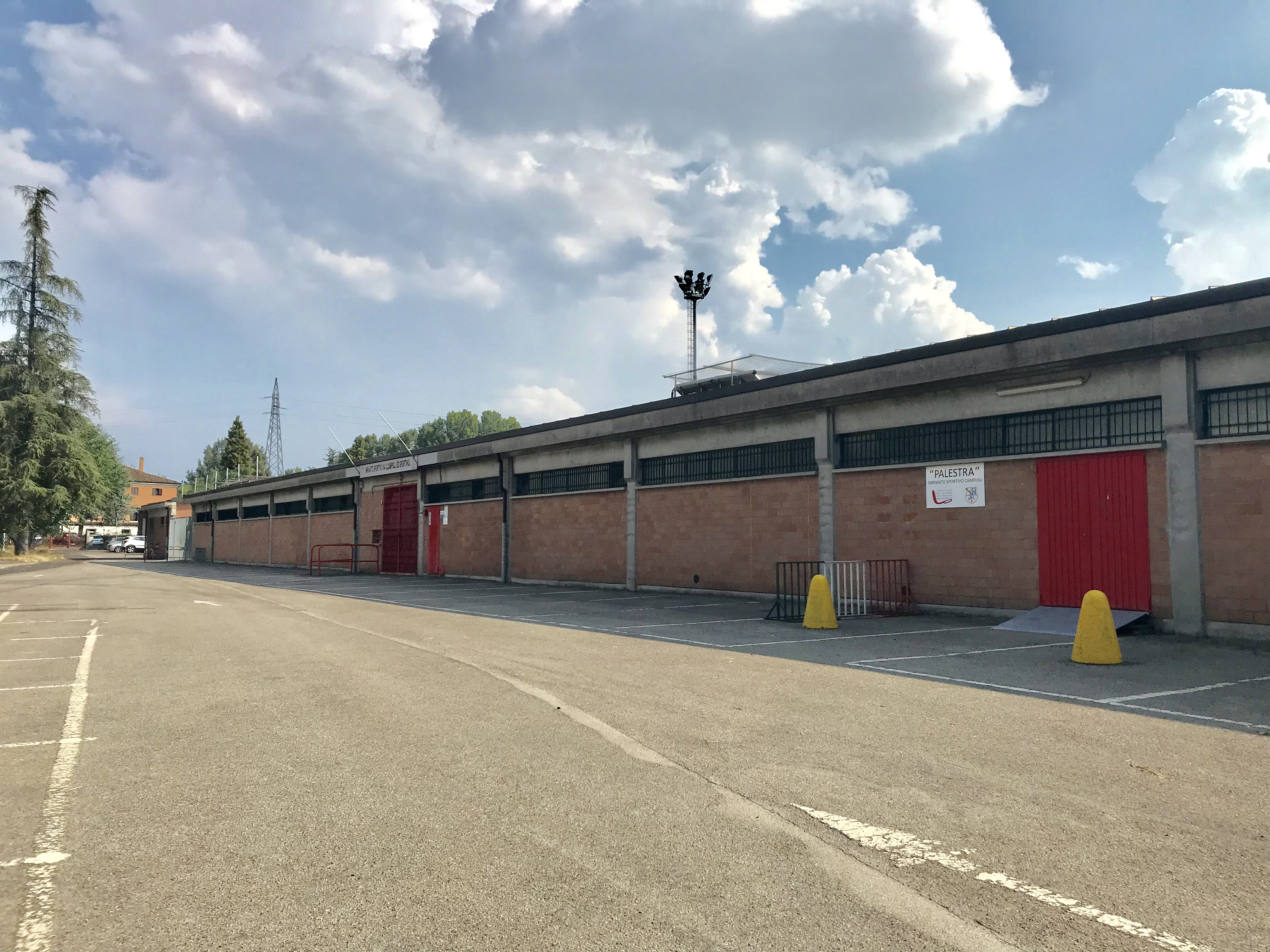
Campo sportivo Cesare Campioli, ingresso
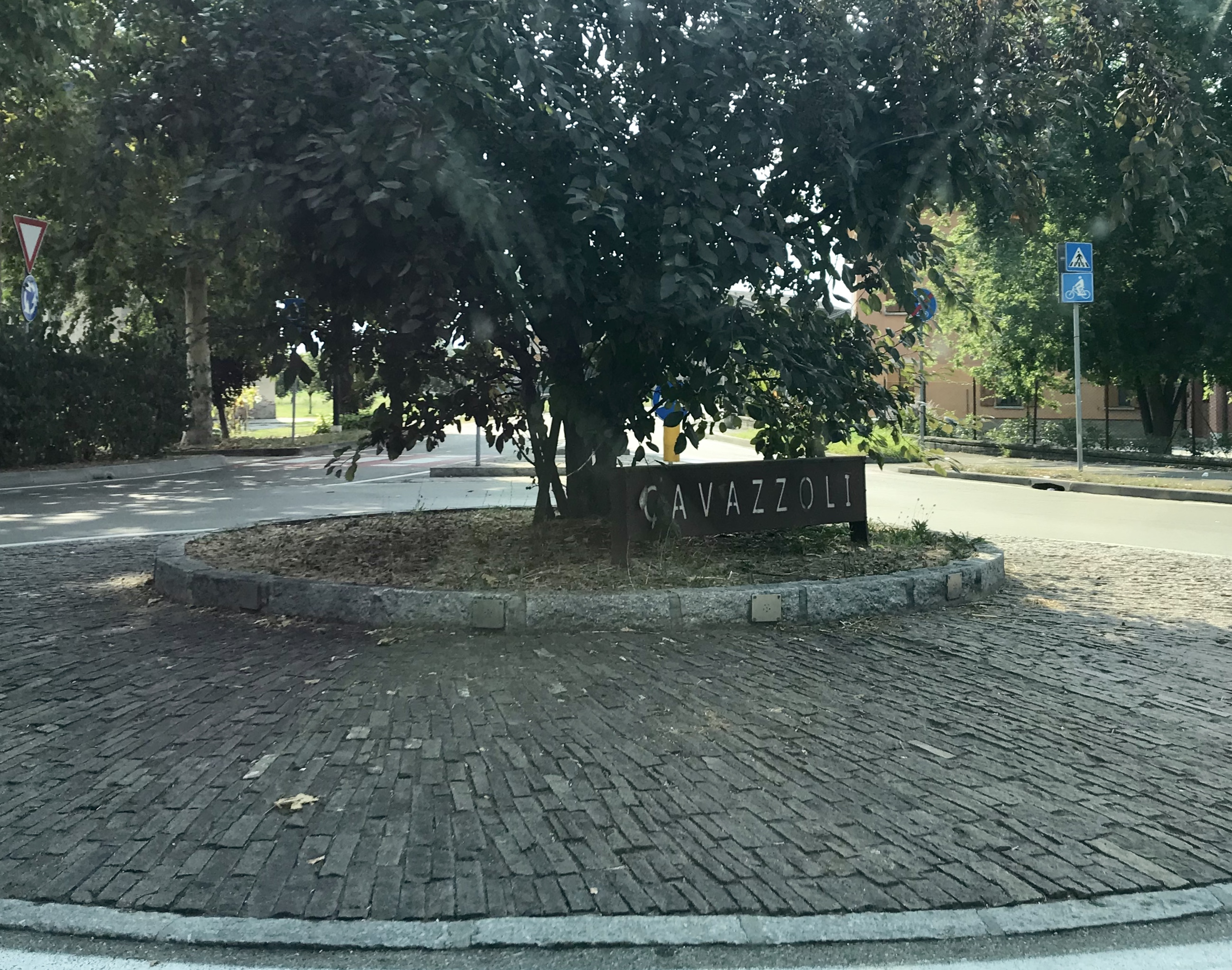
Portale d'ingresso a Cavazzoli